# ハッチー
ハッチーとは、愛知県名古屋市交通局のマスコットキャラクターである。同局の80周年を記念して、2002年に制作された。モチーフは名古屋市内にある名古屋城の金のシャチホコである。名称は一般公募で決定。同市の市章である「八」（ハチ）と金のシャチホコを合わせてアレンジしたもの。